# Ngựa Phú Yên

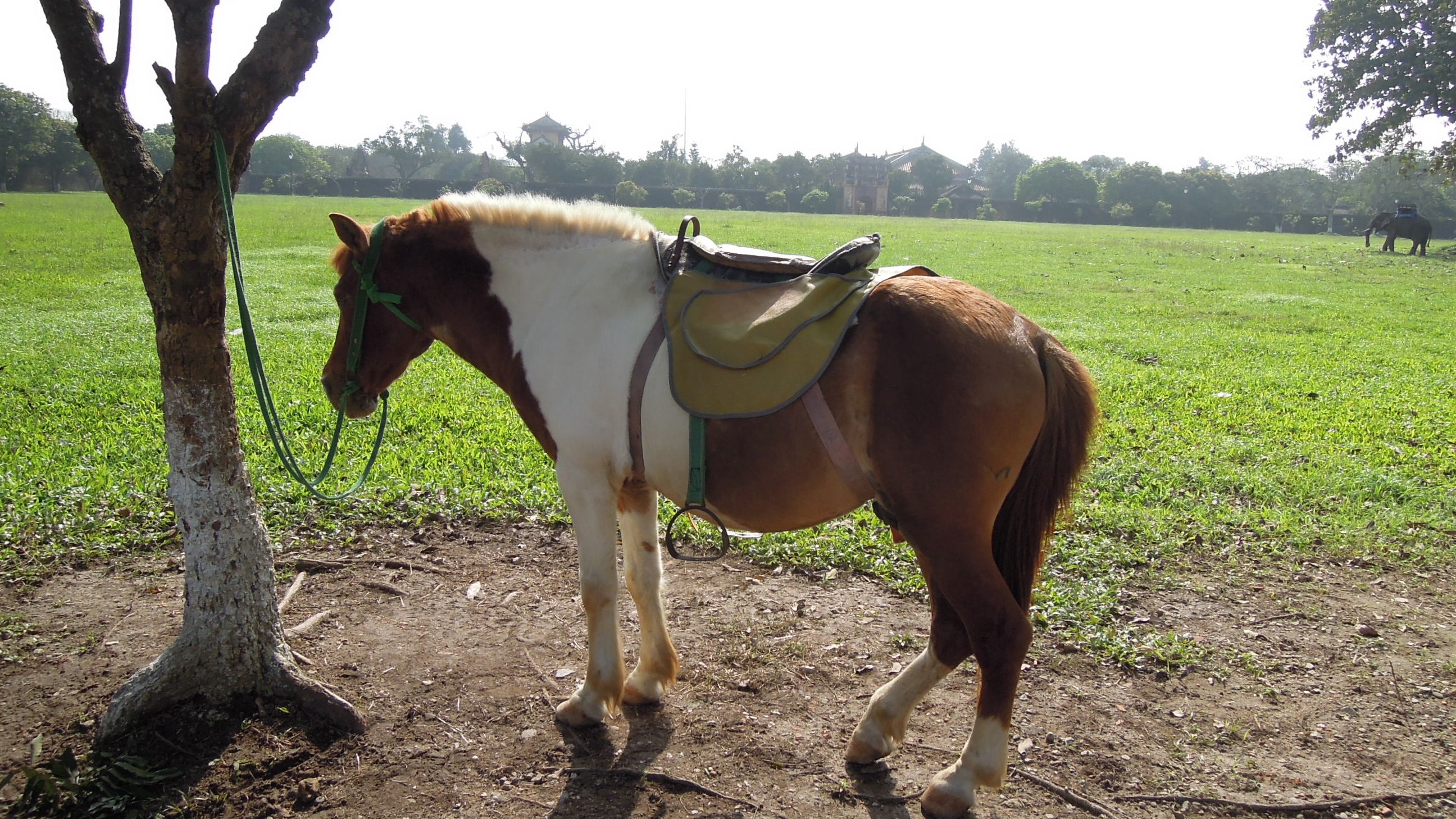
Một con ngựa Phú Yên ở cố đô Huế ngày nay

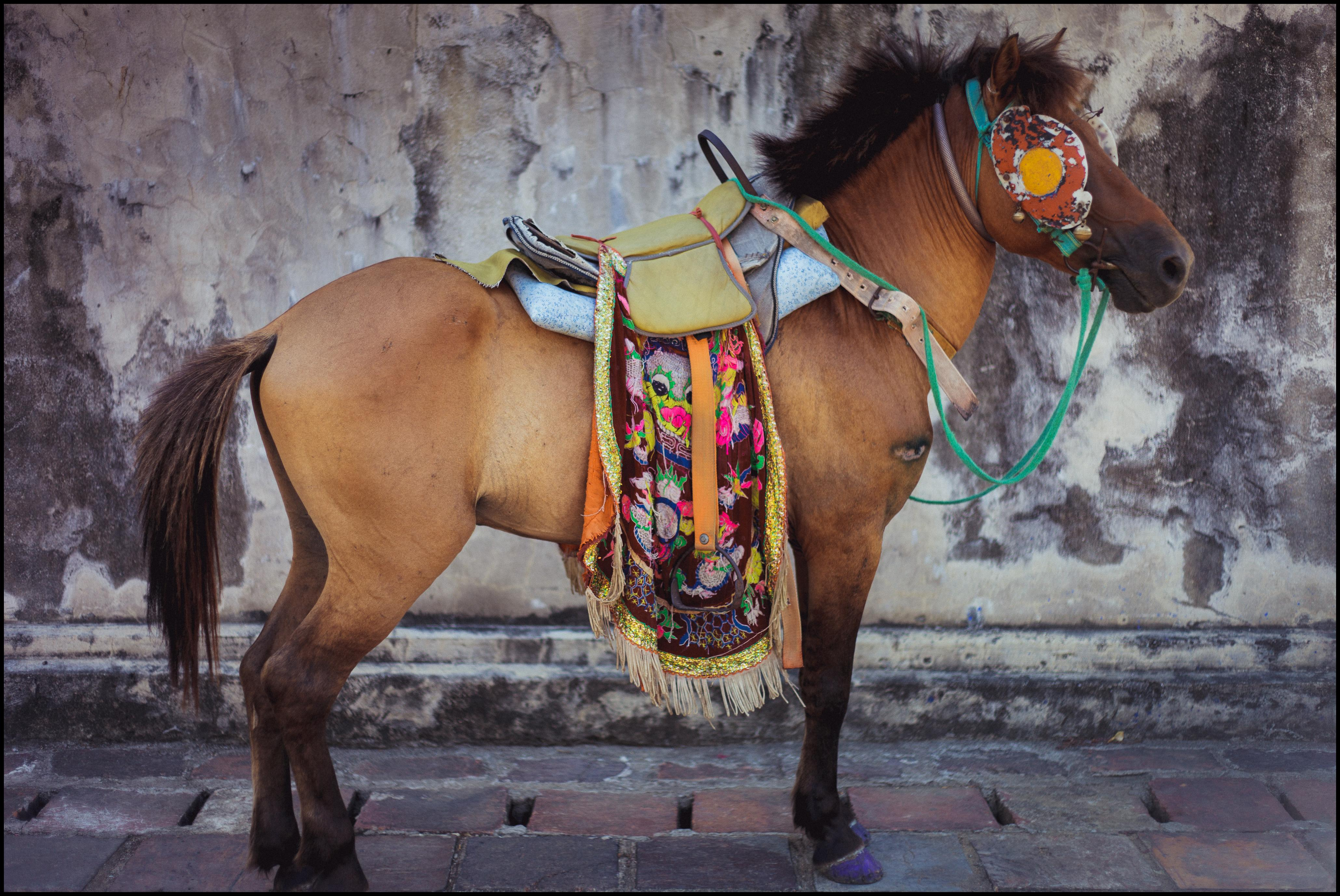
Ngựa Phú Yên ở kinh đô Huế trong lịch sử

Ngựa Phú Yên hay còn gọi là ngựa cu, ngựa cỏ, ngựa xứ Nẫu là giống ngựa lâu đời được nuôi ở một số tỉnh miền Trung như Phú Yên, Bình Định, Quảng Ngãi, Khánh Hòa của Việt Nam, trong đó thủ phủ là tỉnh Phú Yên, đây là xứ ngựa nổi tiếng một thời. Ngựa Phú Yên từng được đánh giá cao, dùng vào nhiều việc. Ngựa Phú Yên từng được xem là giống ngựa tốt, thường được chọn dâng triều đình nhà Nguyễn làm ngựa dụng. Người dân ở Phú Yên có truyền thống dùng ngựa trong đời sống hằng ngày. Qua một thời chinh chiến, ngựa ở đây giờ được dùng nhiều để kéo, cưỡi, thồ.
Ngày xưa người dân các địa phương trong tỉnh Phú Yên đều nuôi ngựa. Lúc đó nhà nào có con ngựa cũng như bây giờ có xe máy. Ngựa nuôi dùng để thồ hàng, phục vụ nhu cầu đi lại và bán cho các vùng khác, nhiều vùng miền núi, đồng quê xứ Nẫu, ngựa vẫn còn lam lũ cùng người cưỡi, thồ hàng, kéo xe, dự các hội đua từ các vùng Tuy Hòa, Tuy An, Sơn Hòa, Đồng Xuân (Phú Yên) đến vùng Vân Canh, An Lão, An Nhơn, Phù Cát (Bình Định), vó ngựa vẫn lóc cóc trong nắng sớm mưa chiều và đã đi vào lịch sử văn hóa của người dân nơi đây.
Tại nông thôn ngựa là phương tiện giao thông vận tải, thuận lợi và thích hợp, chắc chắn đã giúp con người rất nhiều ngay từ thời mở đất. Tại vùng đồng bằng, chung quanh các thị trấn dùng ngựa kéo xe vận chuyển hành khách và hàng hóa trong phạm vi từng chặng đường ngắn. Thời kỳ chiến tranh, hàng ngàn con ngựa ở Phú Yên cũng được huy động tham gia tải gạo, thực phẩm, đạn dược ra chiến trường. Khi đường sá thông thoáng, người dân bắt đầu đóng xe cho ngựa kéo, rồi hình thành nghề vận tải bằng xe ngựa và thịnh hành trong thời gian dài. Tuy không còn nhiều như trước nhưng hiện nay Phú Yên vẫn được xem là vùng đất của tiếng vó ngựa, là nơi có nhiều giống ngựa tốt, nhất là ngựa thồ.

## Lịch sử
Nhiều tài liệu lịch sử có ghi chép ngựa Phú Yên. Sách Đại Nam nhất thống chí có chép: "ngựa ở Phú Yên các huyện đều có, trên đường làng ngựa đi từng bầy, người ta buôn bán và chuyên chở. Đàn bà cưỡi ngựa rất giỏi". Lê Quý Đôn đã từng viết trong quyển Vân Đài Loại Ngữ: "Nước ta, tỉnh Tuyên Quang và Cao Bằng đều sẵn nhiều ngựa. Phủ Phú Yên và xứ Quảng Nam càng nhiều ngựa, hàng trăm, hàng ngàn, thành đàn như là trâu dê. Khách buôn, đàn bà cũng cưỡi ngựa, dùng ngựa thồ hàng rồi bán luôn cả ngựa". Ngựa Phú Yên từng có một thương hiệu là "giống tốt nhất ở Trung kỳ". Ngựa Phú Yên được triều đình nhà Nguyễn xếp vào loại ngựa dụng. Vua Minh Mạng, Thiệu Trị, Tự Đức thích dùng ngựa Phú Yên và giao cho quan lại Phú Yên tuyển chọn, chăm sóc những con ngựa quý để đưa về Kinh, họ giao cho Phú Yên phải mua ngựa nộp và cắt cử người về kinh hướng dẫn việc nuôi ngựa. Việc các quan Phú Yên tiến dâng ngựa tốt được ghi vào sách Thực lục.
Cristoforo Borri từng có 8 ngày đi trên lưng voi ngựa của ông và đoàn tùy tùng quan trấn thủ Pallucambi đến cảng thị Nước Mặn. Nhiều cuộc khởi nghĩa của nông dân vùng này luôn gắn với việc sử dụng ngựa chiến, như khởi nghĩa Tây Sơn với vó ngựa một trời nam chinh bắc chiến. Khi có giặc đến, ngựa thồ được huấn luyện thành ngựa chiến. Trong chiến tranh, người ta huy động một số lượng lớn ngựa Phú Yên để thồ gạo muối, phục vụ chiến trường liên khu V. Ngựa Phú Yên từng được xuất khẩu ra nước ngoài với số lượng lớn. Một số người Pháp cho rằng: "Ngựa Phú Yên dai sức và hung dữ, dân Phú Yên thường bắt ngựa con làm việc nhiều, ít quan tâm đến việc quản lý và chăm sóc chúng nên khi đưa ra thị trường, thường giá ngựa thấp hơn giá trị vốn có của nó".
Vào đầu thế kỉ XX, theo Laborde (trong La Province de Phú Yên): "Người ta có thể hiểu rằng loài ngựa trong một thời gian dài cũng được tính vào những tài sản ít ỏi của tỉnh. Cũng như ở các nơi chúng đều bị giảm giá, những nhà buôn người Âu và nhất là các thân hào bản xứ vốn biết danh tiếng của ngựa Phú Yên nay không dùng chúng nữa mà quay sang "ngựa sắt" (les"chevaux" de l’automobile), khiến cho người chăn nuôi dần dần kém mặn mà với việc nuôi ngựa. Tuy vậy nghề này vẫn tồn tại, đơn giản chỉ để phục vụ việc đi lại". Đến tận nửa sau thế kỷ XX, trừ những cuộc đua, ít thấy người ngồi trên lưng ngựa, song vẫn còn phổ biến loại hình khác, nhưng con ngựa và cỗ xe ngựa Bình Định hầu như vắng bóng trên các làng quê và phố thị, đến thời điểm hiện nay, không ngọn núi nào còn dấu ngựa rừng, do đó ngựa nhà cũng trở nên ít ỏi, không quá vài ba cỗ xe ngựa, từ Đập Đá vào.

## Đặc điểm

### Thể chất
Do có nhiều giống tốt, chạy nhanh và dẻo dai nên ngựa xứ Nẫu hay được chọn dâng cho triều đình, xếp vào hàng "ngựa dụng", được xem là "giống tốt nhất Trung kỳ". Ngựa Phú Yên được người phương Tây mô tả là dai sức và hung dữ, trong văn chương nó được tả là chạy nhanh và dẻo dai. Ngày nay, ngựa Phú Yên không còn thuần giống, hầu hết được mua về từ tỉnh Lâm Đồng (ngựa Đà Lạt) hoặc các tỉnh phía Nam Ngựa Phú Yên rất khỏe, chúng có thể thồ hàng với trọng lượng 100kg và kéo được 800kg (không kể xe ngựa). Ngựa thồ bình thường đều có thể tải 100kg, sung sức thì trên 120kg, chúng đi lại rất khéo trên những con đường gồ ghề, kể cả độ dốc trật ót, qua vùng suối nước hiểm nguy hay trong đêm tối, hàng hóa nhất là trái cây thường không bị dằng xóc, bầm dập.
Chúng là động vật thông minh và rất mực trung thành, trí nhớ của chúng khá tốt, có thể nhớ được mặt chủ sau nhiều năm xa cách. Nhờ có sức dẻo dai, một con ngựa có thể lao động cho chủ trong khoảng 20 năm. Một con ngựa tơ được mua về chỉ mất khoảng một tuần huấn luyện là có thể thuần thục kéo xe, thồ hàng. Một con ngựa hay, giống tốt có khi vài chục triệu đồng. Còn ngựa giống cỏ ở tuổi trưởng thành thường có giá 15 triệu đồng. Ngựa còn nhỏ thì chưa rụng lông cào.
Ngựa cái thồ hàng thì có thể "đánh đôi đánh đọ", đi thành từng đàn được. Ngựa cái hiền lành, lại tận tụy, nên dù thồ yếu hơn (khoảng 120kg) vẫn được nhiều người chuộng nuôi. Ngựa đực, dù sức thồ mạnh hơn, dẻo dai hơn ngựa cái (khoảng 150kg), nhưng đưa chúng đi thồ hàng là phải đi một mỉnh, bởi nếu ngựa đực mà gặp ngựa cái là theo nái, có những con đực đã hất cả tạ chuối để theo một nái ngựa mà nó phát hiện trên đường từ rẫy về nhà Ngựa cái từ 25-30 tuổi thì khả năng thụ thai rất thấp hoặc con ngựa đực giống chỉ có một "cà" (tinh hoàn) nên khả năng gây thụ thai không cao
Ngựa đua (kỵ mã) trong lễ hội không vạm vỡ, to cao như trong trường đua, mà vốn là ngựa thồ hàng của người dân, những con ngựa quanh năm vốn quen với việc thồ hàng, kéo xe, vì là ngựa thồ chuyên chở hàng nông sản nên tất cả đều nhỏ thó, hầu hết là ngựa cái và không được thắng yên. Giới tính áp đảo trong các hội thi là ngựa cái, thể lệ yêu cầu 100% phải là ngựa cái, nhằm tránh sự lộn xộn, giành gái của mấy con ngựa đực Nhiều con xé toạc cả hàng rào người, bỏ trường đua thoát ra ngoài theo tiếng hí của bạn tình hoặc chỉ lững thững chạy sau để ngắm những con ngựa cái một vài ngựa đực không chịu đua, chỉ chạy sau xem các con nái, các địa phương đều chọn ngựa cái để dự hội. Dù nhiều năm lên trường đua, nhưng một số ngựa cái mỗi khi nghe ngựa bên ngoài hí vang là vượt qua hàng rào người thoát ra ngoài. 

### Dáng ngựa
Ngựa Phú Yên mặt dài, xương xương, không nhiều thịt là ngựa tốt, nếu mặt đầy thịt, yếm cổ to bự là ngựa không tích cực. Mao quăn là ngựa bền, bụng suôn không bầu thì không bị sa tiền. Ngựa một dái không bền, ngựa có ông chân tròn, thẳng như ống sậy, ốm là ngựa hay. Cổ chày đứng, con đỉa sâu là ngựa hay. Móng đổ, ngựa không ê. Móng chén (móng tròn) chạy nhanh hơn. Móng dép (móng rộng) chạy không nhanh, thông thường xoáy ngựa ở phía trước là tốt, phía sau không được tốt. Ba xoáy trước mặt hình tam giác ít khi kiếm có, là ngựa hiền và sang. Bốn xoáy nơi bốn cổ chày (tứ trụ) là ngựa hoang, nhưng gặp đúng chủ là ngựa quý. Xoáy kẹp cổ, hai bên nơi ức không tốt. Xoáy nơi gáy, xoáy hoét (quét), nhìn thấy xấu nhưng không sao. Ngựa có xoáy đùi hay đá vặt, đá bóng, tức là thấy bóng thì đá.
Dù ngựa sắc gì hễ nhỏ con đều gọi là ngựa cu. Ngựa mập quá đâm ra chậm chạp gọi là ngựa nục. Ngựa có một số tật. Như Ngựa sa tiền là lúc đi thỉnh thoảng bị chúi tới trước. Ngựa đâm thường hay đâm vô lề đường. Ngựa trớ là ngựa nhát, hay tràng tránh. Ngựa chứng là ngựa ít muốn tuân phục người cỡi, không chịu cương, chồm lên cao, nhảy dựng hoặc chưa chi đã cất chạy. Người mới tập hoặc cỡi yếu không dám cỡi ngựa chứng. Những con ngựa chạy nhanh chân dài hơi mới là ngựa bền. Khi ngựa chạy đã oải, chạy hết nổi ấy là ngựa bết. Ngựa bở là ngựa dở, chỉ chạy được một đoạn ngắn rồi bết.
Tốc độ nhanh chậm của ngựa gọi là nước. Cho ngựa chạy lúp xúp là nước kiệu nhỏ, nhanh một chút là kiệu lớn. Chạy nhanh là phi (như bài hát "Ngựa phi đường xa"), ở nông thôn cũng gọi là tế. Phi, tế thật nhanh, phóng từng cặp chân bước thật dài gọi là sải. Nhảy chồm hai chân trước lên là cất (cất vó, tung vó). Nước hay là những con ngựa chạy chân reo, hai chân xuống, hai chân lên, nghe như nhịp gõ cây, như điệu nhạc. Ngựa chạy chân ba, ba chân xuống một chân lên không hay bằng vì hơi bị tức. Ngựa cưỡi thường được chăm sóc bề ngoài nhiều hơn, hớt bờm hớt gáy cho đẹp. Có con ngựa nhẹ cương, giật sơ đã chạy, có con ngựa nặng cương phải giật mạnh và giục liên hồi.

### Sắc lông
Ngựa Phú Yên có sắc lông tính từ nhạt lên đậm có: 
- Ngựa bạch sắc trắng, còn gọi là ngựa hạc, ngựa hạc thì dân quê không chuộng, có lẽ vì quan niệm đó là sắc ngựa chỉ thích hợp với vua chúa.
- Ngựa kim là trắng có pha một ít màu xám thành trắng mốc. 
  - Kim lem là đen và trắng trộn thành hơi lem lem.
  - Kim lân là sắc kim có từng chùm lông đen xen lộn.
  - Kim than là ngựa có thêm sắc đen nhiều hơn. Ngựa kim than màu pha tạp cũng không bền.
- Ngựa bích lông màu trắng có hơi pha xanh.
- Ngựa đạm thì có màu vàng và màu trắng lẫn lộn. 
  - Đạm chỉ là ngựa đạm trên lưng có đường chỉ.
- Ngựa hởi là đã có pha một chút hồng, chót chân đen. Dân quê ưa ngựa hởi. 
  - Hởi đồng giống như màu đồng nhạt. Hởi đồng thêm xoáy tứ trụ thì quý vô cùng.
- Ngựa hồng màu hồng tươi. Ngựa hồng cũng được ưa chuộng
- Ngựa séo là ngựa không hẳn là hồng, không hẳn hởi, không hẳn đạm, khô khô bạc bạ.
- Ngựa tía là ngựa có màu đậm hơn màu hồng, có pha nâu thành đỏ hườm. Ngựa tía cũng được ưa, có lẽ đây là sắc lông phổ thông hơn hết. Với giống ngựa tía thì đực hay nái thì dáng vóc cũng gần như nhau[8]
  - Tía cháy thì có màu sậm hơn ngựa tía
  - Tía vang lợt hơn, hơi vàng như màu gỗ cây vang.
- Ngựa ô là giống ngựa có màu sắc đậm hơn hết, sắc đen. Ngựa ô đẹp nhưng sắc lông đen nên hấp thụ nắng nhiều, dễ mệt.

Có ba loại khác biệt là ngựa bạch, ngựa màu, ngựa hồng bạch, trong đó, ngựa hồng bạch có nước da hồng, lông màu trắng có giá trị nhất, cả trong công việc lẫn trong mua bán. Ngựa bạch hồng phải mua từ nước ngoài, cứ 3 tuổi được gọi là trưởng thành. Người ta mua ngựa về xẻ thịt ăn rồi lấy xương để nấu cao. Cao ngựa bạch hồng có giá trị trong việc chữa nhiều căn bệnh về phong khớp nên được thị trường khắp nơi ưa chuộng. Vì thế giá cả cũng rất cao, khoảng 70 triệu đồng/con. Còn ngựa trắng thì thấp hơn, dao động trong khoảng 25–30 triệu đồng, ngựa màu (lông đen, đỏ) thì chỉ 15 triệu đồng.

## Sử dụng
Công việc của giống ngựa Phú Yên có thể dùng vào các loại hình như:

### Ngựa cưỡi
Thời nhà Nguyễn ngựa Phú Yên được đưa về kinh đô sung vào chuồng ngựa ngự dụng. Các ông vua thường thích ngựa sắc trắng. Các con ngựa thuần để cỡi cũng khá nhiều, nhiều thân hào khá giả nào cũng đều có ngựa cỡi riêng. Ngựa cưỡi của phổ biến ở những thân hào, chức sắc, nhà giàu ở nông thôn nuôi ngựa cưỡi. Nó là phương tiện đi lại cũng như chiếc xe đạp thông dụng từ 1955. Những người phu trạm chuyển công văn, những người lính lệ đi việc công cũng dùng ngựa. Công văn khẩn ngoài phong bì đóng dấu 2 chữ "mã thượng". Ở cấp huyện còn có những con ngựa công cộng, Tri Phủ, Tri Huyện dùng khi "hành hạt" hay các ông Lại mục, Thừa phái xuống làng xã. Thời kỳ chống Pháp ngựa cũng rất đắc dụng. Ở vùng núi và cao nguyên cán bộ đi công tác bằng ngựa. 

### Ngựa thồ
Một con ngựa khỏe có thể chở trên lưng 100kg. Giàm ngựa chở thắt bằng dây tra loại lớn hơn giàm ngựa cỡi, không dùng róc rách mà dùng hai đoạn cây gỗ dài độ tấc rưỡi, bằng ngón tay cái, gọi là róng. Nơi cổ có mang chiếc chuông nhỏ, khi ngựa đi, ngẩng lên, cúi xuống, lắc đầu phát ra tiếng leng keng leng keng. Ngựa chở dùng kiều mộc, bằng gỗ, thắng đái, hậu thu và choàng hầu (choàng từ kiều qua phía trước ức ngựa còn ngựa cỡi không cần) đều đan bằng sợi mây chẻ nhỏ vót mỏng.
Trên kiều mộc còn có cái ngàm. Khi không chở hàng thì bỏ ngàm ra và lót bao bố lên đây ngồi. Ngựa thồ vẫn còn khá nhiều và thường được sử dụng để chuyên chở thuốc lá, cau dừa cho các lái buôn Trung Quốc trong nội địa Việt Nam hoặc để chở muối lên vùng cao. Trên đường nông thôn hay trên quốc lộ những đoàn dài ngựa thồ hàng chất cao đến oằn lưng, dây cương lằng nhằng và theo sau là nhiều chú ngựa non không được chăm sóc cẩn thận.

### Ngựa kéo
Trong vùng đồng bằng dùng xe một ngựa kéo. Gọi thẳng là xe ngựa chứ không gọi là xe thổ mộ. Thường thường một con ngựa kéo được 800kg, không kể trọng lượng chiếc xe. Hai bên mắt ngựa kéo xe có 2 lá vả che cho nó không nhìn thấy hai bên. Không có xe song mã, tứ mã, nhưng trèo lên xe ngựa cũng phải là hạng có tiền. Ngựa kéo xe trung bình mỗi ngày chạy hai chuyến khứ hồi trên lộ trình chừng 15 cây số, như Phú Lâm–Bàn Thạch, Phú Lâm–Phú Thứ, Tuy Hòa–Hòa Đa, La Hai–Chí Thạnh. Một số nơi tại Tuy Hòa, Tuy An có địa danh Bến Xe Ngựa.

## Chăn nuôi
Từ lâu, Phú Yên đã nổi tiếng về chăn nuôi trâu, bò (bò Phú Yên), ngựa. Mục đích nuôi ngựa rất đa dạng. Ngày xưa, người ta nuôi ngựa dùng để kéo xe, thồ hàng. Con ngựa là phương tiện làm ăn, nhà có con ngựa cũng như bây giờ có chiếc xe máy. Người Phú Yên nuôi ngựa còn để buôn bán sang các vùng khác. Ngoài ra, cũng có người nuôi ngựa để tiến vua, để cưỡi chơi, để thi tài. Ngày nay ở Tuy An còn duy trì hội đua ngựa được tổ chức hằng năm với quy mô lớn. Nếu kết hợp "ngựa thể thao" với "ngựa du lịch" để lấy nguồn lợi đáng kể cho Phú Yên.
Nuôi ngựa nhàn hơn các loại gia súc khác. Việc tuyển chọn cũng khá đơn giản, không cầu kì như tại các trại chăn nuôi phục vụ cho ngành y, ngựa chỉ cần nhanh nhẹn, tướng mạo trông khỏe mạnh là có thể mua. Vì ngựa rất ít mắc bệnh tật, chỉ cần nghe tả hình dáng cũng có thể đồng ý đưa về. Ngựa kéo xe cũng như ngựa chở không cần vóc dáng đẹp và nước kiệu hay, chỉ cần sức mạnh và không bị những chứng tật có thể gây tai nạn khi đang chạy xe. Nhiều con ngựa cỡi thải ra thành ngựa xe. Từ chỗ lao động mang lại thu nhập nuôi sống gia đình những người nuôi, ngựa đã trở thành người bạn thân tình của giới nuôi ngựa.

### Tình hình
Thời Pháp thuộc, Phú Yên có những trang trại chăn nuôi trâu bò ngựa rất lớn, nhất là vùng Sơn Hòa, dọc theo sông Ba. Ngựa Phú Yên ngày trước nuôi khắp các huyện, nhiều hơn là ở huyện Sơn Hòa (làng Củng Sơn nay là thị trấn Củng Sơn và cao nguyên Vân Hòa nay là các xã Sơn Xuân, Sơn Long, Sơn Định), huyện Đồng Xuân (làng Phú Xuân nay thuộc xã Xuân Phước và làng Phước Long nay thuộc xã Xuân Long), huyện Tuy An (làng Chí Thạnh nay thuộc thị trấn Chí Thạnh, các làng Hòa Đa, Phú Long nay thuộc xã An Mỹ). Từ các nơi này phân phối ra nhiều nơi trong tỉnh và ngoài tỉnh.
Trước khi có quốc lộ 1 và đường sắt xuyên Việt, người xứ Nẫu thường đi lại bằng kiệu, ngựa (nhà giàu, khá) còn nhà nghèo thì chủ yếu đi bộ, nhiều vùng miền núi, đồng quê xứ Nẫu, ngựa vẫn còn lam lũ cùng người cưỡi, thồ hàng, kéo xe Lang thang từ vùng Tuy Hòa, Tuy An, Sơn Hòa, Đồng Xuân (Phú Yên) đến vùng Vân Canh, An Lão, An Nhơn, Phù Cát (Bình Định), vó ngựa vẫn lóc cóc trong nắng sớm mưa chiều. Đi đâu cũng gặp ngựa, làng nào ở Phú Yên cũng nuôi ngựa bầy. Đàn ông, đàn bà đều cưỡi ngựa. Hồi trước thì tải hàng ra trận, sau 1975, ngựa vùng này vẫn còn dùng nhiều trong việc kéo lương thực cho các kho nhà nước. Rồi kéo gỗ, vật liệu cát nhà, xây kênh mương, chở khách, chở hàng ra chợ đều dùng ngựa. Sau đó các loại xe cộ cứ cạnh tranh, thay dần xe ngựa.
Dẫu lặng lẽ một góc nhưng thị trường ngựa vẫn còn khá xôm tụ. Bởi nghề ngựa kéo, ngựa thồ, ngựa du lịch vẫn duy trì ở nhiều tỉnh Nam Trung Bộ, Chủ yếu lúc này, săn mua ngựa ở vùng núi trong tỉnh. Trước đây, có mua ngựa từ Đà Lạt nhưng giá hơi cao, mua gom về hơn chục ngựa cả lớn lẫn bé, phần lớn là các giống đạm, tía, hồng Lúc này, ngựa nhỏ (cỡ 6 tháng tuổi) có giá khoảng 10 triệu đồng/con, ngựa từ 3 năm tuổi (chạy thồ, kéo xe được) thì từ 15–20 triệu đồng/con tùy tướng tá "đẹp, xấu", những vùng bán sơn địa, miền núi Phú Yên, nghề ngựa thồ vẫn còn phổ biến.

### Số lượng
Tổng cộng ước lượng có khoảng 300 ngựa đực và từng ấy ngựa cái còn tồn tại ở Phú Yên. Số ngựa ấy phần nhiều ở Củng Sơn, hoặc ở Phước Long. Sau năm 1954 việc nuôi ngựa được duy trì và khá phát triển trong một thời gian. Năm 1959, số ngựa ở Phú Yên là 2.340 con. Nhưng đã xuống dốc từ năm 1960, sau năm 1975 việc nuôi ngựa không được phục hồi. Trước kia tại các huyện miền núi không xóm nào là không có ít nhất năm bảy con ngựa, số ngựa toàn tỉnh năm 1996 theo thống kê chỉ có trên 620 con, đến năm 2009 còn 278 con, năm 2011: 207 con, năm 2012: 246 con, nhiều nhất ở huyện Tuy An 179 con. Từ năm 2009 đến năm 2012, thị xã Sông Cầu và huyện Sơn Hòa không có con ngựa nào. Huyện Sông Hinh thời gian 2009-2011 là 0, năm 2012 chỉ có một con, huyện Tây Hòa thời gian 2009-2011 chỉ có 1-2 con, năm 2012 cũng số 0; huyện Đông Hòa trước kia nhiều xe ngựa, năm 2012 chỉ có sáu con.
Dọc dài vùng bán sơn địa Quán Cau, người dân vẫn còn nuôi, kinh doanh và sử dụng ngựa thồ thường ngày, ngựa thồ vẫn tỏ ra đắc dụng trên những quãng đèo núi xa xôi cách trở, với khoảng 500 con, vùng An Hiệp hiện có mật độ ngựa nuôi thuộc loại nhiều nhất miền Trung. Tiện lợi, nhanh gọn, chi phí rẻ hơn vận tải xe theo đường vòng, làng ngựa thồ mới tồn tại trước phong trào sắm xe tải. Từ trước nay, ngựa là phương tiện vận tải chính của người An Xuân. Ngựa chính là cái chân, là cái xe của người An Xuân. Chỉ có ngựa mới thồ được hàng hóa, nông sản từ ruộng dưới thung, rẫy trên núi về nhà, hoặc băng qua những con đường lầy lội, trơn trợt, lởm chởm đá tảng, đá cuội mà xuống đồng bằng, về thị trấn Chí Thạnh để mua bán nông sản. Có thời, ở An Xuân, nhà nào cũng nuôi ngựa. Dân vùng này sống không thể thiếu ngựa được. Nhưng nay đàn ngựa ở An Xuân ngày càng ít dần. Cả xã hiện chỉ còn khoảng 50 nhà nuôi ngựa, mà toàn ngựa cái.
Khi Hội đua ngựa gò Thì Thùng được nâng lên thành lễ hội văn hóa-thể thao cấp tỉnh, Phú Yên quyết định đầu tư vốn để cải thiện chất lượng đàn ngựa ở địa phương bằng cách cấp cho An Xuân hai con ngựa đực giống có chất lượng, được nuôi dưỡng ở An Xuân, vùng đất nổi tiếng Phú Yên và cả khu vực miền Trung. Ở Tuy An chỉ có hội Thì Thùng là có đua ngựa khi phục hồi lại thì dân chơi tấp nập ra Phú Yên tìm mua ngựa. Ngay chính cao nguyên An Xuân, lượng ngựa vẫn ít hơn hẳn An Hiệp, mới gọi An Hiệp là thủ phủ của ngựa nhưng lượng ngựa đua được phân đều cho các xã. Trong lúc, ngựa An Hiệp rất mạnh, đa phần các năm qua đều chiếm giải cao. Tỉnh cũng đang đầu tư ngựa giống lai cho An Xuân. 

### Chế độ ăn
Ngựa là loài rất dễ nuôi, chỉ cho ăn cỏ và cám. Chúng ăn uống đơn giản, chỉ cần có cỏ tươi, nước bột gạo hoặc nước mật đường. Những khi ngựa chạy đường dài thấm mệt, hoặc "thúc ngựa" mau lớn, có thể cho đường vào thức ăn và nước uống. Ở thôn quê nhiều cỏ, ban ngày có thể dắt ngựa ra cột chỗ nào đó cho ăn, một chặp dắt sang chỗ khác cột gọi là dời ngựa. Buổi trưa đưa đi tắm, cho ngựa uống nước. Chiều cho ngựa về chuồng bỏ cỏ trong máng cho ngựa ăn. Loại cỏ cộng cao lá dài gọi là cỏ tây ngựa rất thích. Để tăng sức cho ngựa, nhất là ngựa chở và ngựa kéo xe, người ta còn cho ngựa uống nước đường trộn cám và ăn lúa hạt. Ngựa kéo thường được chăm sóc rất kỹ lưỡng, vì muốn có sức để làm lâu ngày thì cần phải bồi dưỡng cho ngựa, như lúa ngâm, gạo lức, mật đường, cám tinh và cỏ thơm. Những hôm nào có hàng chạy thì chủ phải dậy sớm cho ngựa ăn no nê và chuẩn bị thức ăn dự trữ cho ngựa ăn dọc đường để có sức kéo xe.

### Chăm sóc
Trại ngựa được xây dựng đơn sơ bằng gỗ, lợp mái tôn được ngăn cách nhiều ô, cỏ tươi luôn được chất đống để phục vụ đàn ngựa. Ngựa được nuôi rất kỹ. Chuồng ngựa ở nơi kín gió. Ngày trước không lợp ngói nhưng lợp tranh khá kỹ. Bên dưới có sàn ván cho ngựa đứng, khỏi bị hư móng. Mỗi ngày tắm ngựa, chải lông một lần. Ngựa được tắm gội chải chuốt hàng ngày nhưng không để cho ngựa mắc mưa. Ngựa rất ít bệnh tật, không hề bị lở mồm long móng hay các dịch bệnh khác, chỉ thỉnh thoảng bị đau bụng nhưng thường là tự hết, người ta hầu như không bào chế vắc xin phòng bệnh cho ngựa vì chúng quá ít bệnh, vòng đời của ngựa đến 40 năm. Ngựa thường không chết vì dịch bệnh, mà là do lao lực quá lớn nên về già đuối sức mà chết.
Không phải ngựa nào cũng là ngựa và việc nuôi nấng, chăm sóc chúng cũng như nhau, nuôi dưỡng ngựa đực khó khăn hơn nuôi ngựa cái. Dân Phú Yên nuôi ngựa cái có lãi hơn ngựa đực. Bởi vừa thồ hàng, vừa tiện việc sinh sản. Nuôi ngựa đực giống còn phải dành thời gian đưa chúng chạy vận động để vừa tăng thêm sức mạnh, sức dẻo dai, đảm bảo tinh lực, nếu rảnh rỗi, một ngày ngựa đực phải được cho chạy 60-90 phút, trên quãng đường khoảng 5-6 cây số Ngựa kéo xe nuôi kỹ hơn ngựa chở vì sức làm việc của chúng được khai thác nhiều hơn có câu "Khỏe re như con ngựa kéo xe".

## Đua ngựa
Mỗi kỳ tết đến là những con ngựa được chải lông làm nước để tiến về Gò Thì Thùng (cao nguyên An Xuân, Tuy An) để dự lễ hội đua ngựa truyền thống Mùng 8 tháng Giêng, được duy trì hàng trăm năm nay. Đây là một trong hai hội đua ngựa còn tổ chức ở Việt Nam thu hút hàng ngàn người dân địa phương và du khách gần xa đã đến xem Hội đua ngựa truyền thống gò Thì Thùng. Là một trong hai hội đua ngựa còn duy trì tại Việt Nam, Hội đua ngựa truyền thống gò Thì Thùng đã trở thành hoạt động văn hóa, thể thao đầu xuân được du khách gần xa yêu thích
Hội đua ngựa truyền thống Gò Thì Thùng là một trong bốn lễ hội lớn diễn ra trên địa bàn huyện. Đây cũng là một trong những lễ hội độc đáo của Phú Yên và vùng Duyên hải miền Trung. Người điều khiển (kỵ sĩ) là những chàng trai nông dân chân lấm tay bùn chứ không phải là tay đua chuyên nghiệp, một số sợ đau mông phải dùng bao bố lót trên lưng ngựa thay yên. Dù vậy, các tay đua vẫn hết mình tham gia lễ hội trong sự cổ vũ nhiệt tình của khán giả. Tuy không phải là những tay đua chuyên nghiệp nhưng các kỵ sĩ nông dân vẫn lèo lái cuộc đua đầy kịch tính, hấp dẫn hàng nghìn khán giả. Nhiều kỵ sĩ không quen phi nước đại bị té, có người bị thương do bị ngựa giẫm.

## Trong văn hóa
Ngựa Phú Yên đã từng vang bóng một thời và để lại nhiều dấu ấn trong ngôn ngữ, văn chương, sách sử. Ở vùng này, ngọn cỏ quá thơm trên môi những con ngựa truyền thống, nào ngựa vua, ngựa quan, ngựa tướng, ngựa binh, ngựa thồ, ngựa trạm. Con ngựa góp công sức không ít cho cuộc định danh đất võ, con ngựa cũng xuất hiện không ít trong cỗ xe văn chương, và nó trở thành hình ảnh không thể thiếu ở vùng thành Đồ Bàn-Hoàng Đế, thưởng thức tiếng nhạc ngựa, ngồi trên cỗ xe ngêu ngao.

### Ngôn từ
Trong ngôn ngữ, nhiều người dân Phú Yên thường nhắc đến từ ngựa. Chẳng hạn, ai cắt tóc trước mặt giống bờm ngựa thì bảo "tóc ngựa". Ai có thói làm duyên làm dáng thì gọi "đĩ ngựa". Cụm từ "đi xe ngựa" đã từng phổ biến không kém gì "đi xe máy" ngày nay. Ở thôn Phú Diễn trong, xã Hòa Đồng còn một địa danh gắn với ngựa đó là "Bến Ngựa". Ngã ba Phú Lâm (Tuy Hòa) từng được gọi là Ngã ba Xe Ngựa, ngược lên Hòa Bình thì có Xóm Ngựa, qua Hòa Đồng thì Bến Ngựa; bến xe cạnh chợ Tuy Hòa cũng từng được gọi là Bến Xe Ngựa, vùng Đập Đá (An Nhơn, Bình Định), địa danh Ngã ba Bến Xe Ngựa vẫn còn ghi trên nhiều bảng hiệu.
Câu mắng mỏ "Mày suốt ngày cứ đi rông rông như ngựa Phú Lâm" ở Quảng Nam, người ta thường nói câu: "Cho mi đi giữ ngựa Phú Yên cho rồi", nếu không làm nên nghề ngỗng gì thì chỉ còn cách là đi giữ ngựa, mà nơi ngựa nhiều nhất để làm nghề này là Phú Yên hay, dân hay kình con "đồ lông nhông như ngựa Phú Yên". Người dân các tỉnh miền Trung thường tới Phú Yên lấy giống ngựa tốt về nuôi, cho nên trước đây, cụm từ Ngựa Phú Yên trở nên rất quen thuộc trong cửa miệng nhiều người. Người nhà quê cho rằng ngựa chạy giỏi hơn các loài vì ruột nó thẳng, cho nên những ai không câu chấp, có điều gì không bằng lòng nói ra ngay rồi dễ quên ví là "đồ ruột ngựa". 

### Văn chương
Con ngựa Phú Yên còn đi vào trong văn chương. Có rất nhiều câu ca dao, truyện cổ lưu truyền ở Phú Yên có nói đến ngựa. Nhưng nêu đích danh ngựa Phú Yên thì có câu hát ru nổi tiếng: "Chiều chiều mượn ngựa ông Đô/Mượn kiều chú lính đưa cô tui dìa/Dìa dầy chẳng lẽ dìa không?/Ngựa ô đi trước, ngựa hồng theo sau/Ngựa ô đi tới Quán Cau/Ngựa hồng lẽo đẽo theo sau chợ chiều/Chợ chiều nhiều khế ế chanh/Nhiều cô gái lứa nên anh chàng ràng". Hay câu thơ "Nhưng đêm kia đến một chàng kỵ mã/Nhúng đầy trăng mầu áo ngọc lưu ly" của Yến Lan hay câu "Đường dài ngựa chạy cát bay/Nghĩa nhơn thăm thẳm mỗi ngày mỗi xa". Ngay từ thời chiến tranh giữa hai họ Nguyễn, khi đại quân của Hoàng tử Cảnh từ Gia Định ra Qui Nhơn đi qua Phú Yên viên quan tùy tùng làm thơ tức cảnh đã ghi nhận hình ảnh con ngựa: Lâm sơ triêu phóng mã/Thủy thiển vãn phù sa (Rừng thưa sớm thả ngựa/Sông cạn chiều phù sa)
Hình ảnh ngựa Phú Yên còn xuất hiện trong văn chương. Cuốn tiểu thuyết Quê mới của Dân Hồng (1961) kể về một mơ ước đến ngày thống nhất trở về nhà "Anh sẽ lĩnh một con ngựa Phú Yên và một cỗ xe. Xe anh sẽ chở mía cho một nhà máy đường hay chở dừa cho một xưởng ép dầu và lăn bánh trên những con đường mịn màng, rợp bóng dừa xanh". Tiểu thuyết Chớp trắng của Thu Bồn (1973) có đoạn: "Trong phút chốc, Yên đã thu vén hết đồ đạt, nhét vội vào bao, mang súng chạy còn khỏe hơn con ngựa Phú Yên" cho thấy ngựa Phú Yên vốn nổi tiếng về chạy nhanh và dẻo dai. Nói về mục đích của việc nuôi ngựa ở Phú Yên, Nguyễn Đình Tư đã viết trong sách Non nước Phú Yên: "Tại Phú Yên, người ta cũng nuôi nhiều ngựa, dùng để kéo xe và thồ hàng. Hàng ngày, khi tới tỉnh Phú Yên, du khách sẽ gặp vô số những chiếc xe ngựa chạy trên các con đường khắp tỉnh".
Ngựa Phú Yên cũng xuất hiện trong các bài ký sự, hồi ký của nhiều người kháng chiến. Năm 1946, Tô Hoài vào Phú Yên và có bài "Đường lên Củng Sơn" đăng trên tạp chí Tiên Phong số 20 xuất bản ở Hà Nội. Ông nhắc rất nhiều tới hình ảnh ngựa Phú Yên, trong đó có đoạn: "Người ngựa qua hai cánh đồng lúa xanh mướt, dọc một cái kênh dẫn nước từ suối về ruộng rồi lội một dòng suối sâu đến lưng bụng ngựa, tắt ngang một bãi cát. Vượt bãi mới chừng ba cây số mà con ngựa của tôi bị cát đập vào mắt, vào mũi chảy nước ra, một mắt không thấy nữa. Thỉnh thoảng, hắn ngẩn ngơ đứng lại rồi quay ngang vào trong bụi". Đoạn văn có nói đến những cái rất đặc trưng của Phú Yên: ngựa cỡi, đồng ruộng, bãi cát, nắng to, gió mạnh. Ngoài ra còn có truyện ngắn "Tiếng vó ngựa đêm cuối năm" của tác giả Mai Sơn đăng trên Tạp chí Sông Hương năm 1985
Các hồi ký của những chiến sĩ cũng thường nhắc đến vai trò của ngựa Phú Yên và gạo Tuy Hòa trong chiến dịch Tây Nguyên thời chống Pháp. Trong Miền đất huyền thoại, nhà thơ Văn Công viết: "Từng đợt dân công, hàng vạn trai gái Kinh Thượng sức người, sức ngựa lai thồ hàng vạn tấn gạo muối vượt dốc Mõ, dốc Chanh, dốc Ai–nu, đèo Ma–lố đáp lời kêu gọi của chiến trường". Còn trong cuốn sách lịch sử "Phú Yên–30 năm chiến tranh giải phóng" cũng nhắc đến hình ảnh ngựa Phú Yên thồ gạo Tuy Hòa phục vụ các chiến trường: "Hàng trăm đoàn dân công, ngựa thồ ngày ngày vượt suối, trèo đèo, dầm mưa dãi nắng vận chuyển gạo, thực phẩm, đạn dược lên chiến trường Đắc Lắc. Năm 1951, tỉnh đã huy động 46.364 người và 1.416 con ngựa đi vận chuyển lương thực, đạn dược ra chiến trường với tổng số 639.951 ngày" và thành tích chỉ huy cùng một lúc nhiều con ngựa thồ đưa được nhiều hàng tới nơi an toàn đúng quy định.

### Ca dao
Một số ca dao tục ngữ ở vùng Phú Yên và miền Trung có liên quan đến ngựa: 
- "Ai đi đường ấy hôm nay/Ngựa hồng ai cỡi dù tay ai cầm? Ngựa hồng đã có tri âm/Dù tay đã có người cầm thì thôi"
- Con ngựa tía ăn quanh đèo Cả/Vầng nguyệt đêm rằm bóng ngã về đông/Chẳng thà tôi giục mã về không/Chớ không đành cướp vợ tranh chồng người ta
- Chiều chiều mượn ngựa ông Đô/Mượn kiều chú lính đưa cô tôi về/Cô về chẳng lẽ về không/Ngựa ô đi trước ngựa hồng đi sau/Ngựa ô đi tới Quán Cau/Ngựa hồng thủng thẳng đi sau Gò Điều
- Dùng dằng như ngựa giùn cương/Thấy duyên muốn kết sợ người thương buổi đầu
- Đường dài ngựa chạy biệt tăm/Người thương có nghĩa trăm năm cũng chờ
- Ngựa hay chẳng quản đường dài/Nước kiệu mới biết tài trai anh hùng
- Ngựa ô cột trước ao hồ/Đói thì chịu đói cỏ khô không thèm
- Ngựa ô chẳng cỡi cỡi bò/Đường ngay không chạy, chạy dò đường quanh
- Ngựa ô chân mỏng gót hài/Có hay cho lắm thấy đường dài cũng kiêng
- Con ngựa chạy giữa đường sao nói con ngựa cất?/Con cá bán giữa chợ sao nói con cá thu?[18]